# Masanori Hata
Masanori Hata  (japanisch 畑 正憲, Hata Masanori; geboren 17. April 1935 in Fukuoka, Präfektur Fukuoka; gestorben 5. April 2023) war ein japanischer Zoologe, Naturliebhaber und Essayist.

## Leben und Wirken
Masanori Hata schloss eine Ausbildung ab an der Graduate School of Science der Universität Tokio im Fach Zoologie. Von 1961 bis 1968 stellte er Tierfilme beim Verlag Gakken her, darunter „Miez und Mops – Zwei tierische Freunde“. Für diesen Film wurde er mit dem Japanese Academy Award in der Kategorie „Populärer Film“ ausgezeichnet.
Hata machte sich dann selbstständig, ging nach Hokkaidō, wo er einen großen Landbereich pachtete, um das sogenannte „Mutsugoro Tierkönigreich“ (ムツゴロウ動物王国, Mutsugoro dōbutsu ōkoku) aufzubauen. Dort lebte er mit seiner Familie und mit domestizierten und wilden Tieren. Für sein Buch „Unsere tierischen Brüder“ (われら動物みな兄弟, Warera dōbutsu-minami kyōdai) erhielt er 1967 den „Japan Essayist Club Award“ (日本エッセイスト・クラブ賞).
Weitere Essaysammlungen, humor- und liebevoll verfasst, sind u. a. „Mitsugorōs Naturgeschichte“ (ムツゴロウの博物誌, Mutsugorō no hakubutsushi) und „Mitsugorōs Bilderbuch“ (ムツゴロウの絵本, Mutsugorō no ehon). 1977 wurde er mit dem Kikuchi-Kan-Preis ausgezeichnet.
Er starb am 5. April 2023 an einem Herzinfarkt.